# Окситрибромид ниобия(V)
Окситрибромид ниобия(V) — неорганическое соединение, оксосоль металла ниобия и бромоводородной кислоты с формулой NbOBr3, 
жёлтые игольчатые кристаллы.

## Получение
- Гидролиз бромида ниобия(V):

{\displaystyle {\mathsf {NbBr_{5}+H_{2}O\ {\xrightarrow {\ }}NbOBr_{3}+2HBr}}}
- Пропускание паров брома над нагретой смесью оксидом ниобия(V) с углём:

{\displaystyle {\mathsf {Nb_{2}O_{5}+3C+3Br_{2}\ {\xrightarrow {T}}\ 2NbOBr_{3}+3CO}}}

## Физические свойства
Окситрибромид ниобия(V) образует жёлтые кристаллы
тетрагональной сингонии,
пространственная группа P 421m,
параметры ячейки a = 1,1635 нм, c = 0,3953 нм, Z = 4
.
Разлагается на воздухе, растворяется в этаноле.

## Химические свойства

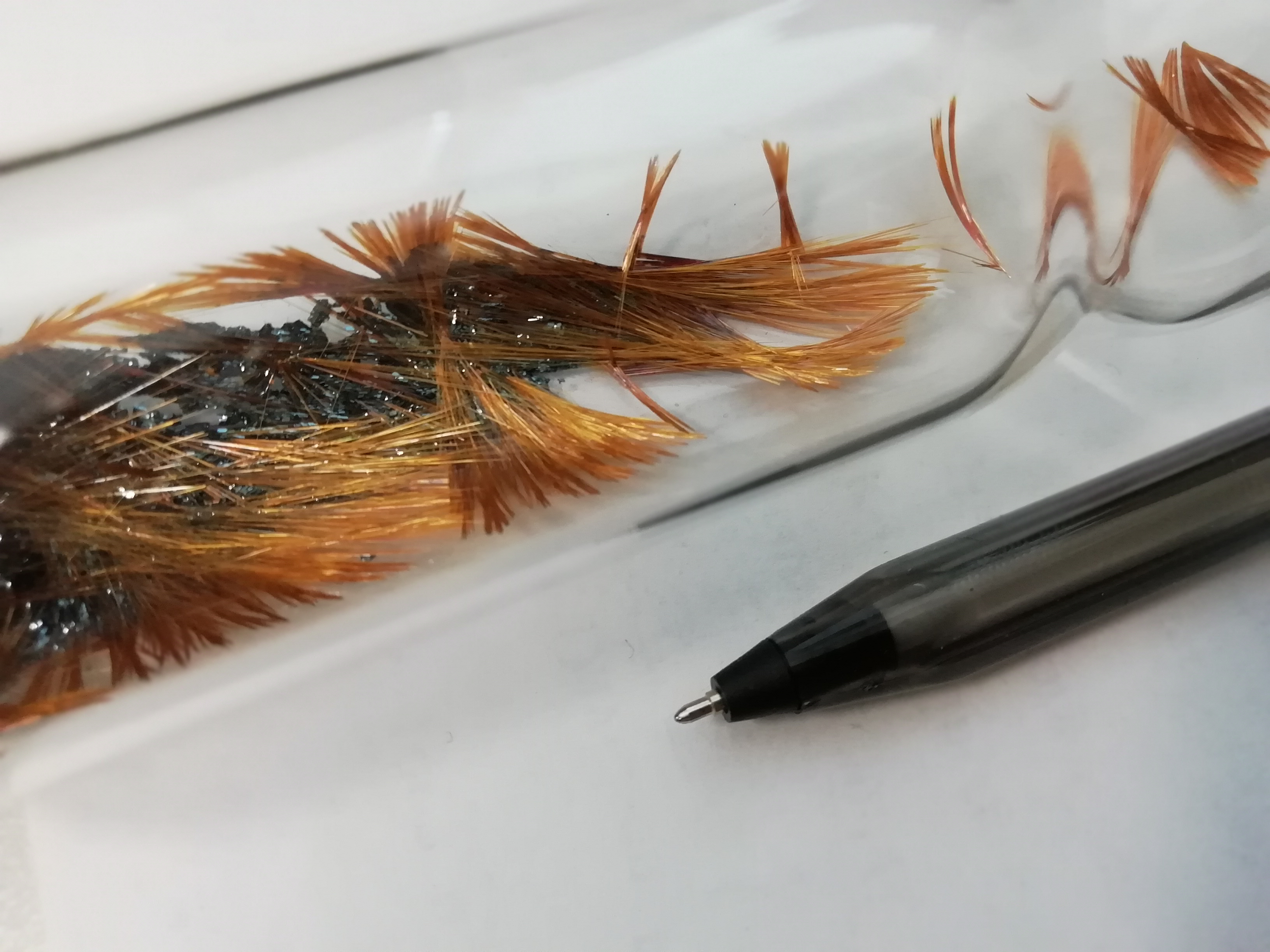
Смесь кристаллических фаз NbOBr_{3} (желтые иглы) и NbBr_{5} (темно-красные кристаллы), полученная в ходе реакции разложения NbOBr_{3}. Оксид ниобия находится в противоположном конце ампулы.

- Разлагается при нагревании:

{\displaystyle {\mathsf {5NbOBr_{3}\ {\xrightarrow {320^{o}C}}\ Nb_{2}O_{5}+3NbBr_{5}}}} Реакцию проводят под вакуумом в запаянной ампуле. Использование температурного градиента позволяет разделить фазы.
- Окисляется при нагревании на воздухе:

{\displaystyle {\mathsf {4NbOBr_{3}+3O_{2}\ {\xrightarrow {T}}\ 2Nb_{2}O_{5}+6Br_{2}}}}
- Полностью гидролизуются водой:

{\displaystyle {\mathsf {2NbOBr_{3}+3H_{2}O\ {\xrightarrow {T}}\ Nb_{2}O_{5}+6HBr}}}
- С бромидами щелочных металлов образует комплексные оксибромосоли:

{\displaystyle {\mathsf {NbOBr_{3}+KBr\ {\xrightarrow {}}\ K[NbOBr_{4}]}}}
{\displaystyle {\mathsf {NbOBr_{3}+2NaBr\ {\xrightarrow {}}\ Na_{2}[NbOBr_{5}]}}}